# Novafabricia exiguus
Novafabricia exiguus är en ringmaskart som beskrevs av Fitzhugh 1998. Novafabricia exiguus ingår i släktet Novafabricia och familjen Sabellidae. Inga underarter finns listade i Catalogue of Life.